# Werner Legère
Werner Legère (* 28. Mai 1912 in Hohenstein-Ernstthal; † 14. Oktober 1998 in Glauchau) war ein deutscher Schriftsteller.

## Leben
Nach dem Besuch der Volksschule in Hohenstein-Ernstthal absolvierte Werner Legère ab 1924 die Realschule in Chemnitz, die er 1928 mit dem Reifezeugnis beendete. Im April 1928 begann er eine dreijährige kaufmännische Lehre bei der mechanischen Weberei Max Behrends in Hohenstein-Ernstthal.
1932 initiierte Werner Legère aus Anlass des 90. Geburtstages von Karl May eine Aufführung von Winnetou I, für die er teilweise das Buch schrieb und selbst die Titelrolle spielte. Im selben Jahr erschien im Hohenstein-Ernstthaler Tageblatt und Anzeiger vom 25. Februar eine Erzählung im Stile Karl Mays unter dem Titel Hadschi Halef Omar verteidigt seinen Sihdi.
Seit 1934 arbeitete er als Stenotypist und Fremdsprachenkorrespondent für Französisch, Englisch, Spanisch und Portugiesisch. Bereits zu diesem Zeitpunkt veröffentlichte er erste Aufsätze zu Karl May in regionalen Zeitungen. So schrieb er einen 1942 veröffentlichten Artikel zum 100. Geburtstag Karl Mays.
1940 wurde er zum Kriegsdienst einberufen. Zunächst in Frankreich stationiert, geriet er im Verlauf des Kriegs in sowjetische Gefangenschaft, aus der er erst 1947 zurückkehrte. Er arbeitete in der Stadtverwaltung Hohenstein-Ernstthals. Er dokumentierte die Stadtentwicklung fotografisch und verfasste Berichte über die Sachsenringrennen der Nachkriegsjahre. Nachdem er mit Ich war in Timbuktu 1953 einen schriftstellerischen Achtungserfolg erzielt hatte, arbeitete er ab 1954 als freischaffender Schriftsteller. 1954 wurde er in den Deutschen Schriftstellerverband (ab 1973 Schriftstellerverband der DDR) aufgenommen. Ich war in Timbuktu wurde 1955 auch vom Altberliner Verlag Lucie Groszer aufgelegt und erschien in der Folge in ungarischer, estnischer, slowakischer und polnischer Sprache. Zu seinen weiteren Werken gehören u. a. Unter Korsaren verschollen (1955), Schwester Florence (1965) und Die Verschwörung vom Rio Cayado (1956). Besonders das Buch Der Ruf von Castiglione (1960) machte ihn weit über Sachsen hinaus bekannt.
Neben der Verdienstmedaille der DDR, die er 1988 erhielt, gewann er 1953 das Preisausschreiben für die „Schaffung neuer Kinder- und Jugendliteratur“. 1961 bekam er den Kunstpreis des Bezirks Karl-Marx-Stadt, 1962 die Artur-Becker-Medaille in Silber, 1963 den Kulturpreis der DDR und 1983 den Kurt-Barthel-Preis des Bezirks Karl-Marx-Stadt. – Der Roman Die Nacht von Santa Rita, dessen Publikation in der DDR abgelehnt wurde, erschien 1997 im Karl-May-Verlag. Neuauflagen seiner Bücher erfolgten im Chemnitzer Verlag. Derzeit existieren noch drei unveröffentlichte Manuskripte: Die Cocusnusschale, der Sklavenroman Schwarze Esther und Der Strafgefangene von Paramatta.
1992 enthüllte Legère die Bronzebüste Karl Mays in Hohenstein-Ernstthal.
1993 wurde er der erste Ehrenbürger der Stadt Hohenstein-Ernstthal nach der deutschen Wiedervereinigung. Die Gesamtauflage seiner Werke betrug zu dieser Zeit rund 1,3 Millionen Exemplare mit nicht weniger als 77 Buchauflagen. Seine Bücher wurden in insgesamt sieben Sprachen übersetzt und erschienen als Lizenzausgaben vor 1990 auch außerhalb der DDR, u. a. in Italien und Österreich.
Sein Nachlass befindet sich im Karl-May-Haus Hohenstein-Ernstthal. In der Begegnungsstätte gibt es einen Ausstellungsraum mit seinem Arbeitszimmer.

## Werk
- Ich war in Timbuktu, Berlin 1953
- Unter Korsaren verschollen, Berlin 1955
- Die Verschwörung vom Rio Cayado, Berlin 1956
- Schwester Florence,  Ein Leben im Dienst der Verwundeten und Kranken, Tyrolia, Innsbruck / Wien 1984 (Erstausgabe Berlin 1956), ISBN 3-7022-1530-1 (das Leben von Florence Nightingale).
- Der Ruf von Castiglione, Berlin 1960
- Stern aus Jakob, Berlin 1963 (über den Freiheitskampf des jüdischen Volkes unter Bar Kochba)
- Die Stiere von Assur, Berlin 1969
- Der gefürchtete Gaismair, Berlin 1976
- Die Nacht von Santa Rita, Bamberg, Radebeul 1997